# دهستان قصبه شرقی
قصبهٔ شرقی دهستانی است، از توابع بخش مرکزی شهرستان سبزوار استان خراسان رضوی ایران. مرکز این دهستان روستای ایزی است.

## جمعیت
جمعیت این دهستان براساس سرشماری سال ۱۳۸۵ جمعیت آن ۷٬۶۶۴ نفر (۲٬۱۲۹ خانوار)
بوده‌است.